# Théodore Steeg
Théodore Steeg (Libourne, 19 de diciembre de 1868-París, 10 de diciembre de 1950) fue un político francés del Partido Radical, que llegó a ejercer de Presidente del Consejo de la Tercera República entre 1930 y 1931.

## Biografía
Nació en Libourne el 19 de diciembre de 1858.
Steeg, que antes había sido también gobernador colonial de Argelia, ejerció de Residente General de Francia en Marruecos desde el 11 de octubre de 1925 hasta 1929, cuando fue sucedido por Lucien Saint.
Fue presidente del consejo (jefe de gobierno) entre el 13 de diciembre de 1930 y el 27 de enero de 1931, durante el mandato de Gaston Doumergue como presidente de la República. Ocupó también la cabecera de diversos ministerios a lo largo de su carrera política: ministro de Instrucción Pública y Bellas Artes (1911-1912, 1913, 1917), ministro del Interior (1912-1913, 1917, 1920-1921), ministro de Justicia (1925, 1930) y ministro de Estado sin cartera (1938).
De acuerdo a Eugen Weber fue una de las «bestias negras» del movimiento integralista de extrema derecha Action Française.
Falleció en París el 10 de diciembre de 1950.